# Liubov Bruletova
Liubov Aleksándrovna Bruletova –en ruso, Любовь Александровна Брулетова– (Ivánovo, 17 de septiembre de 1973) es una deportista rusa que compitió en judo.
Participó en los Juegos Olímpicos de Sídney 2000, obteniendo una medalla de plata en la categoría de –48 kg. Ganó tres medallas en el Campeonato Europeo de Judo entre los años 1999 y 2003.

## Palmarés internacional
| Juegos Olímpicos   | Juegos Olímpicos        | Juegos Olímpicos  | Juegos Olímpicos |
| Año                | Lugar                   | Medalla           | Categoría        |
| ------------------ | ----------------------- | ----------------- | ---------------- |
| 2000               | Sídney (Australia)      | Medalla de plata  | –48 kg           |
| Campeonato Europeo |                         |                   |                  |
| Año                | Lugar                   | Medalla           | Categoría        |
| 1999               | Bratislava (Eslovaquia) | Medalla de bronce | –48 kg           |
| 2000               | Breslavia (Polonia)     | Medalla de plata  | –48 kg           |
| 2003               | Düsseldorf (Alemania)   | Medalla de oro    | –48 kg           |